# История почты и почтовых марок Британской Гвианы
История почты и почтовых марок Британской Гвианы описывает развитие почтовой связи в Британской Гвиане, колонии Великобритании на северо-восточном побережье Южной Америки c 1831 года до 26 мая 1966 года, когда она приобрела независимость под названием Гайаны.
Британская Гвиана известна среди филателистов своими первыми почтовыми марками, выходившими с 1850 года, некоторые из которых считаются одними из самых редких и самых дорогих марок в мире. К ним относится уникальная «Британская Розовая Гвиана» — почтовая марка Британской Гвианы 1856 года, карминового цвета и номиналом в 1 цент[≡].

## Развитие почты
В 1796 году в Британской Гвиане существовала частная пакетботная связь для пересылки корреспонденции, которая работала в течение ряда лет. Почтовые марки Великобритании использовались в те времена в Джорджтауне (Демерара) и Бербисе.
Для франкирования почтовой корреспонденции в ранний период здесь применялись номерные полосные штемпели гашения «А03» (Джорджтаун) и «A04» (Новый Амстердам), первоначально на почтовых марках Великобритании.
1 июля 1850 года лондонское правительство учредило в этой колонии внутреннюю почтовую связь.

## Выпуски почтовых марок

### Первые марки
Первые почтовые марки, выпущенные для Британской Гвианы, появились в 1850 году. История их выпуска связана с тем, что к моменту учреждения здесь почтовой службы почтовые марки ещё не были подготовлены. Почтмейстер в Джорджтауне отправился в местную газету «Ройял газетт» (англ. Royal Gazette), где поручил напечатать беззубцовые круглые почтовые марки, ограниченные черной окружностью с надписью «British Guiana» («Британская Гвиана») по кругу и номиналами 2, 4, 8 и 12 центов, проставленными в центре. Марки были напечатаны чёрной краской на бумаге разного цвета в зависимости от номиналов. Они получили известность как «Cottonreels» («катушки (хлопчатобумажных) ниток») из-за их круглой формы, похожей на наклейки на катушках ниток.
Эти самые первые марки Британской Гвианы четырёх номиналов довольно редки. Уже на рубеже XIX и XX веков за них платили значительные цены: например, за марку в 2 цента розового цвета первого выпуска  Британской Гвианы было уплачено 1010 долларов США[≡]. Выходившие в 1850—1851 годах «Cottonreels» являются примерами примитивных почтовых марок.

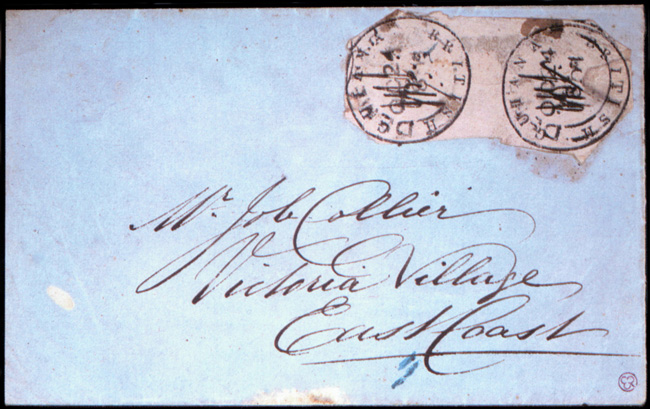
.
Пара на конверте, который когда-то принадлежал Филиппу Феррари и был приобретён королем Георгом V для Королевская филателистическая коллекция

### Выпуски 1852 года
В 1852 году наконец прибыл первый отпечатанный в Лондоне выпуск почтовых марок. Рисунок этих напечатанных типографским способом марок был очень простым и изображал парусное судно и девиз колонии (с опечаткой) лат. «DAMUS PATIMUS QUE VICISSIM» («Мы даем и ожидаем взамен»). Эти марки также довольно редкие. Лучшего качества почтовые марки из Лондона появились в 1853 году, выполненные способом гравюры и с правильной надписью «PETIMUS».

### Выпуски 1856 года
Тираж был явно недостаточным, и в 1856 году почтмейстер распорядился напечатать новые выпуски номиналами в 1 цент и 4 цента на месте, эти марки были напечатаны примитивно типографским способом и имитировали дизайн лондонских почтовых марок, девиз и всё остальное. Это одни из редчайших почтовых марок, при этом карминовая одноцентовая марка «Британская Розовая Гвиана» считается самой редкой, так как известен только один её экземпляр[≡]. Она была продана в 1980 году почти за 1 миллион долларов США.
В июне 2014 года на аукционе в Нью-Йорке одноцентовая карминовая почтовая марка Британской Гвианы 1856 года была продана анонимному участнику за 9,5 млн долларов США (5,6 млн фунтов стерлингов), что стало мировым рекордом.

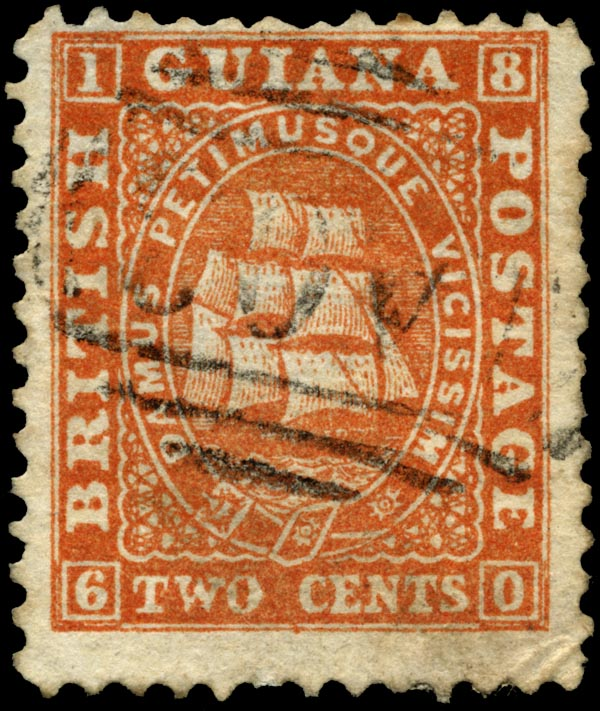
Почтовая марка Британской Гвианы номиналом в 2 цента (1860)

### Выпуски 1860 и 1862 годов
Еще одна партия почтовых марок прибыла в 1860 году, но трудности на этом не закончились: в 1862 году и в 1882 году вновь возникла потребность в напечатанных на месте почтовых марках. После этого поступления почтовых марок стали надёжными.
Надписи на оригинальных марках Британской Гвианы гласят: англ. «British Guiana» («Британская Гвиана») и «Postage» («Почтовый сбор»).

### Последующие выпуски
С 1900 года эмитированные для Британской Гвианы почтовые марки были аналогичны выпускам других британских колоний.
Всего с 1850 года по 1963 год было издано 211 почтовых марок.

### Памятные марки
В 1898 году была издана видовая памятная марка к юбилею королевы Виктории с изображением горы Рорайма и водопада Кайетур, а в 1931 году — ещё одна в ознаменование 100-летия образования колонии. В 1934, 1938 и 1954 годах вышли дополнительные видовые серии простых марок с изображением местных видов и отраслей промышленности, а также обычные омнибусные выпуски Британского содружества.

Примеры памятных марок Британской Гвианы
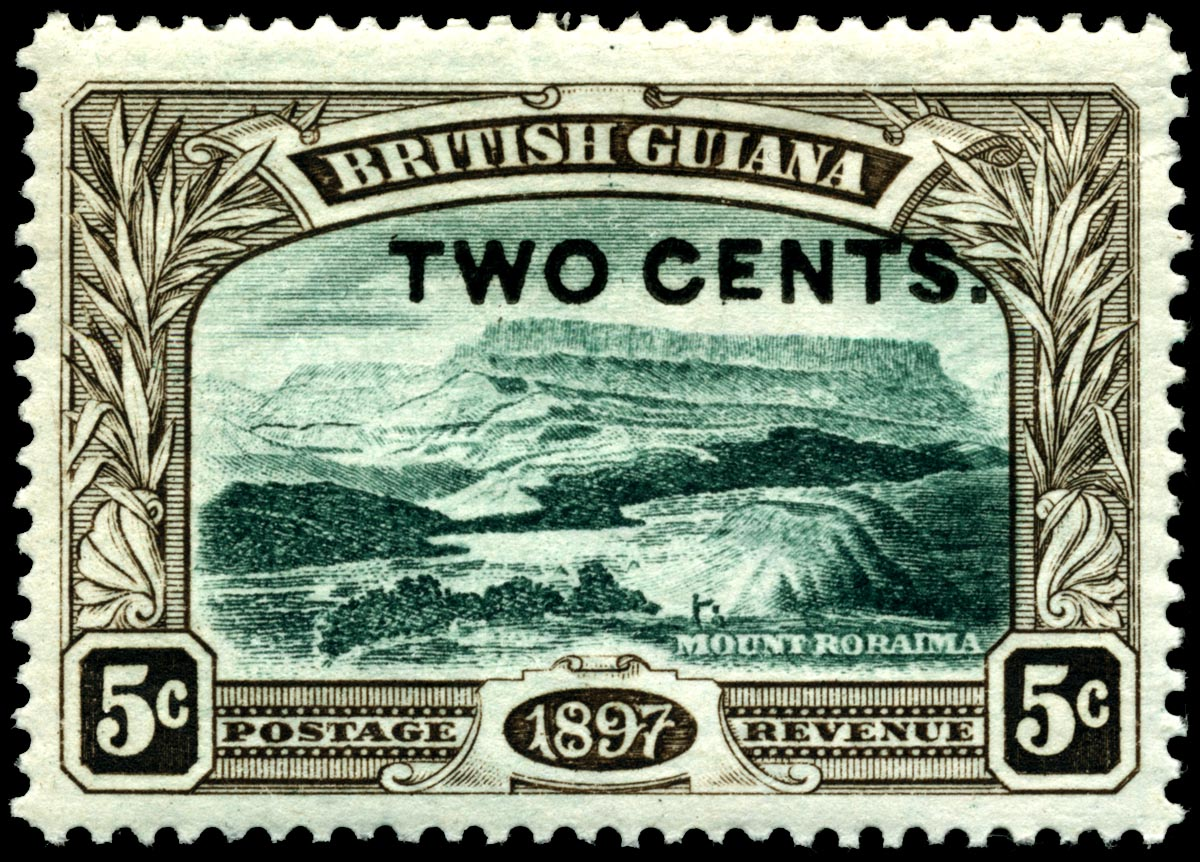
Марка «Гора Рорайма» (1898) с надпечаткой нового номинала «2 цента», изданная в 1899 году (Mi #GY 103; Yt #GY 93; SG #GY 222)
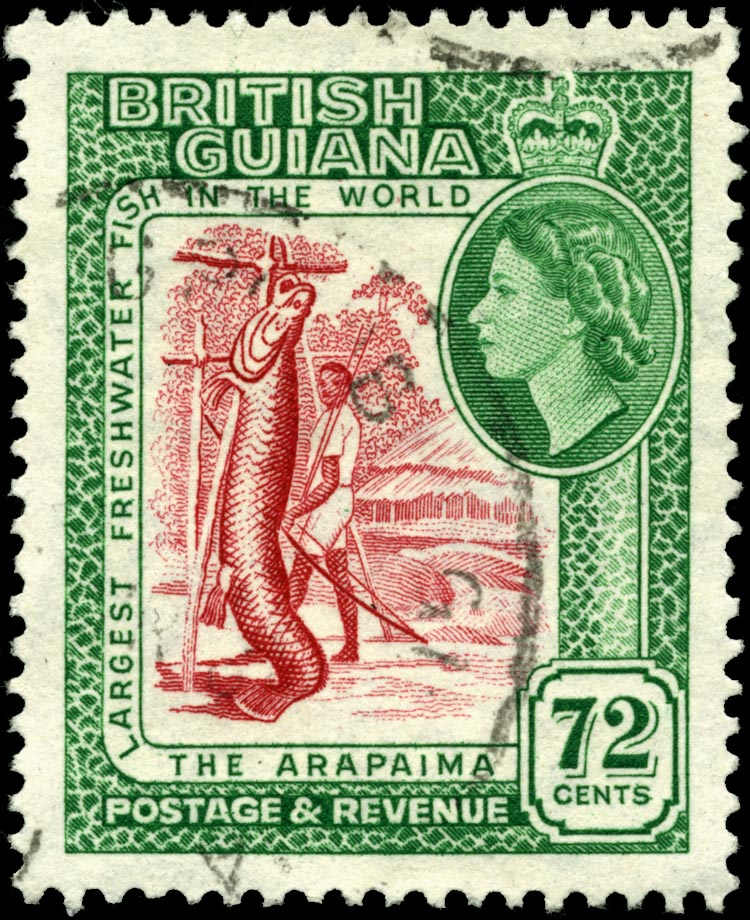
Марка номиналом в 72 цента 1954 года объявила арапаиму самой крупной пресноводной рыбой в мире

Серия из трёх почтовых марок, выходившая в 1961 году, ознаменовала введение в колонии самоуправления. В 1964 году была выпущена серия, посвящённая летним Олимпийским играм 1964 года в Токио.

## Другие виды почтовых марок

### Служебные
В 1875—1877 годах в Британской Гвиане эмитировались служебные марки. Для них характерна надпись: «Official» («Служебное»). За период с 1850 года по 1963 год всего в обращение поступило 12 служебных марок.

### Гербово-почтовые и почтово-гербовые
В Британской Гвиане выходили гербово-почтовые марки. Надписи на таких марках указывали на возможность их двойного применения: «Postage & revenue» («Почтовый и гербовый сборы»). За период с 1850 года по 1963 год всего было эмитировано 20 гербово-почтовых марок. Кроме того, в Британской Гвиане имели хождение почтово-гербовые марки:

### Доплатные
С 1940 года стали использоваться доплатные марки Британской Гвианы. Надписи на таких марках соответствовали их почтовому предназначению «Postage due» («Почтовая доплата»). За период с 1850 года по 1963 год всего были выпущены четыре доплатные марки.

## Независимость
В 1966 году страна обрела независимость от Великобритании и сменила название на Гайану. Последующие почтовые марки выпускались Гайаной.

## Фальсификация
Существуют различные фальсификации почтовых марок Британской Гвианы. Например, этим занимался Освальд Шрёдер.

## Развитие филателии
В 1903 году в колонии было создано Филателистическое общество Британской Гвианы (British Guiana Philatelic Society), основателем и первым секретарём которого стал Артур Д. Фергюсон. Печатным органом общества был «Филателистический журнал Британской Гвианы» (The British Guiana Philatelic Journal).
Современными организациями, которые объединяют коллекционеров, интересующихся почтовыми марками и историей почты Британской Гвианы, являются Филателистическое общество Гайаны (Guyana Philatelic Society), Кружок филателистических исследований Британской Гвианы (British Guiana Study Circle), Группа британско-карибских филателистических исследований и Кружок филателистических исследований Британской Вест-Индии.

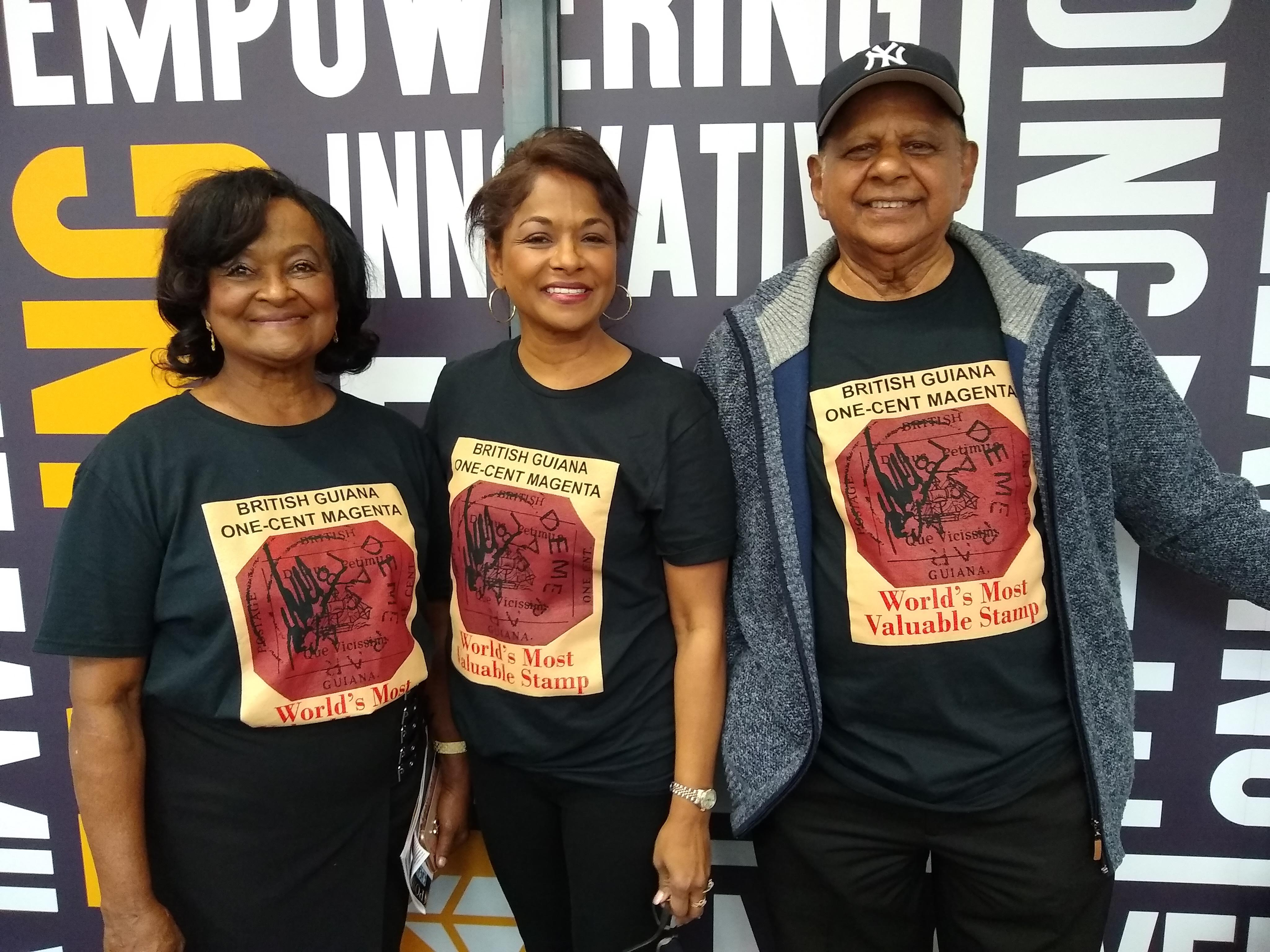
Члены Филателистического общества Гайаны в футболках. В центре: президент общества Энн Вуд (Ann Wood)

В Джорджтауне также имеется Филателистический музей (The Philatelic Museum), который располагается по адресу: Robb and Savage Streets, Robbstown, Georgetown.